# 龙门站 (京畿道)
龙门站（：／ Yongmun yeok */?）是京義·中央線沿線的一座地面車站，位於韓國京畿道楊平郡龍門面多文里。本站有ITX-新村及無窮花號列車停靠。

## 車站構造
4面6線雙對向式月台。閘口與月台都是分離的，月台之間無法來往。

### 月台配置
| ↑ 元德（京義·中央線）／楊平（中央線） ↑ |
| ６５ \| ４ \| ３ \| ２１ \|             |
| 砥平（京義·中央線、中央線） ↓           |

| 月台 | 路線        | 類別                   | 目的地                       |
| ---- | ----------- | ---------------------- | ---------------------------- |
| 1、2 | 京義·中央線 | ●首都圈電鐵京義·中央線 | 砥平方向                     |
| 3    | 京義·中央線 | 無窮花號               | 堤川、安東、正東津方向       |
| 4    | 京義·中央線 | 無窮花號               | 楊平、德沼、清涼里方向       |
| 5、6 | 京義·中央線 | ●首都圈電鐵京義·中央線 | 往十里、二村、陵谷、文山方向 |

## 历史
- 1940年4月1日：开始使用。
- 2009年12月23日：首都圈电铁中央线开始使用本站。

## 车站周边
- 龙门图书馆
- 龙门体育公园